# FC Nyva Vinnytsia
El PFC Nyva Vinnytsia es un equipo de fútbol de Ucrania que juega en la Druha Liha, la segunda liga de fútbol más importante del país.

## Historia
Fue fundado en el año 1958 con el nombre FK Lokomotiv Vinnytsja en la ciudad de Vinnytsia y el nombre Nyva significa cosecha. Entre 1992 a 1998 jugaron en la Liga Premier de Ucrania y militó en la Segunda Liga Soviética hasta 1991. Nunca ha sido campeón de la Liga Premier ni ha ganado el título de Copa, aunque ha ya llegado a la final 1 vez.
En la temporada 2006, el equipo había dejado de existir por razones financieras que lo descendieron de la Liga Premier de Ucrania. Tomeron el nombre FC Bershad y se trasladaron a la ciudad de Bershad.
En la temporada 2008/09 cambiaron de nombre por el de FC Nyva-Svitanok, pero a la mitad de temporada regresaron a llamarse PFC Nyva Vinnytsia.
A nivel internacional ha participado en 1 torneo continental, en la Recopa de Europa de Fútbol de 1996/97, en la que fue eliminado en la Primera Ronda por el FC Sion de Suiza.

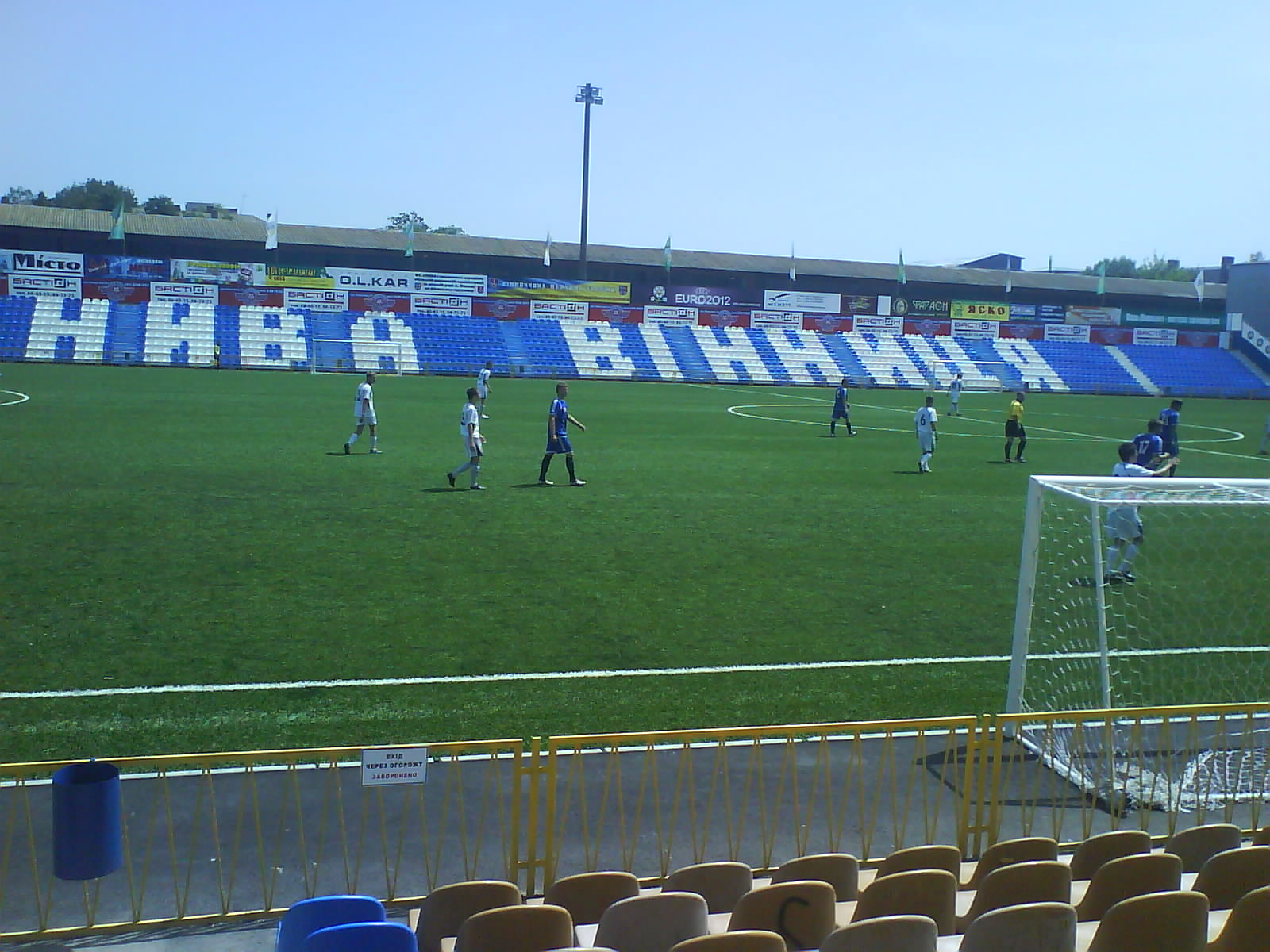
Stadion Tsentralnyi

## Palmarés
- Persha Liha: 1

1993
- Liga Soviética de Ucrania: 2

1964, 1984
- Copa de Ucrania: 0
  - Finalista: 1

1995/96
- Copa de Liga de Ucrania: 1

2009/10

## Participación en competiciones de la UEFA
| Temporada | Torneo                | Ronda          | Club              | Casa | Visita | Global  |
| --------- | --------------------- | -------------- | ----------------- | ---- | ------ | ------- |
| 1996–97   | UEFA Cup Winners' Cup | Clasificatoria | JK Tallinna Sadam | 1–0  | 1–2    | 2–2 (a) |
| 1996–97   | UEFA Cup Winners' Cup | 1              | FC Sion           | 0–4  | 0–2    | 0–6     |

## Entrenadores
- Vyacheslav Hroznyi – 1990–92
- Valeriy Petrov – 1992
- Serhiy Morozov – 1995–96
- Oleksandr Ishchenko – 1997–98
- Volodymyr Bezsonov – 2009–11
- Yuriy Solovyenko – 2006
- Ivan Panchyshyn – 2007–08
- Yuriy Solovyenko – 2008
- Bohdan Blavatskyi – 2009
- Oleh Fedorchuk – 2009–11
- Oleh Ostapenko (interino) – 2011
- Oleh Shumovytskyi (interino) – 2012
- Oleh Ostapenko (interino) – 2012
- Volodymyr Reva – 2015–16
- Yuriy Solovyenko – 2016
- Colince Ngaha Poungoue (interino) – 2016
- Yuriy Solovyenko (interino) – 2016–17
- Volodymyr Horilyi – 2017
- Denys Kolchin – 2017–18
- Colince Ngaha Poungoue – 2019
- Oleh Shumovytskyi – 2019–21
- Volodymyr Tsytkin – 2021
- Ihor Leonov 2022 – presente

## Jugadores

### Jugadores destacados
- Volodymyr Tsytkin
- Leonid Haydarji
- Ruslan Romanchuk
- Viktor Prokopenko
- Vitaliy Kosovsky
- Serhiy Popov
- Serhiy Nahorniak
- Oleh Naduda
- Oleksandr Horshkov